# Świnna (Silezië)
Świnna is een dorp in het Poolse woiwodschap Silezië, in het district Żywiecki. De plaats maakt deel uit van de gemeente Świnna.